# Operación Huascaura
La Operación Huascaura fue una operación realizada por el Grupo Especial de Inteligencia del Perú (GEIN) contra la organización terrorista Partido Comunista del Perú-Sendero Luminoso donde se desarticuló las operaciones del aparato logístico y financiero de la organización terrorista.

## Preliminares
Para abril de 1992, el GEIN había llevado a cabo las siguientes operaciones: ISA, Monterrico-90, Caballero, Seso, Fortuna, Ancón, Palacio, Hipócrates y Moyano. Se logró capturar importantes mandos subversivos y desarticular importantes aparatos de la organización terrorista.

## Desarrollo de la operación

### Primeras acciones
La captura de importantes mandos hizo que Luis Alberto Arana Franco, alias "Camarada Manuel" (conocido por el GEIN como el "Cholo Sotil"), tomara precauciones para evitar ser intervenido por los agentes del GEIN, sin embargo, esto no evitó que se le siguiera el rastro. Arana Franco era el encargado del manejo del dinero dentro de la organización terrorista. En enero de 1991, los agentes del GEIN lograron interceptar una conversación entre Arana Franco y un sujeto que se identificaba como "Enrique". "Enrique" le solicitó a Arana Franco 5.000 dólares para alquilar una casa en Surco. La casa nunca fue utilizada por los terrorista. Luego, se detectó otra reunión entre "Enrique", Arana Franco y un sujeto que se identificó como "Arturo". "Arturo" le dijo a Arana Franco que era un enviado de la Dirección Central de Sendero Luminoso y que iba a ser su "responsable". "Arturo" le solicitó 20.000 dólares para los gastos de la Dirección Central, pero Arana Franco se mostró desconfiado y pidió una confirmación. En el transcurso de la operación, se logró captar a Arana Franco con "El Zorro" y Carlos Incháustegui Degola, conocido como "Lolo".
Arana Franco era administrador general de la academia preuniversitaria César Vallejo. Las academias César Vallejo y ADUNI se habían convertido en centros de adoctrinamiento maoísta para los alumnos que iban a prepararse para su ingreso a las universidades del país. Antes de que Arana Franco asumiera el cargo de administrador general, la policía había realizado una intervención en la academia César Vallejo desarticulando al Grupo Especial de Trabajo (GET) que operaba allí. La intervención hizo que Arana Franco asumiera la administración general, bajo auspicio de Abimael Guzmán.

### La tormenta
El 22 de junio de 1992 se dio la orden de "Que se desate la tormenta". Arana Franco fue capturado luego de visitar a su familia. Los agentes del GEIN rodearon a Arana Franco y su esposa, Ana Trinidad Manay Montes. Debido a que había empezado el toque de queda, un camión militar los detuvo pidiéndoles identificación. Los agentes del GEIN se identificaron y los dejaron ir.

## Resultado
Con la captura de Arana Franco el aparato logístico y financiero de Sendero Luminoso fue desarticulado. El GEIN, usando la Ley de Arrepentimiento promulgada con anterioridad, le ofreció garantías a cambio de que diga datos acerca de Abimael Guzmán. Arana Franco relató que en abril de 1992 lo llevaron en un auto de Surquillo a Miraflores en un auto conducido por "una pituca miraflorina" y otro sujeto. Guzmán le encargó a Arana Franco alquilar una casa en Surquillo. Cuando Arana Franco fue a alquilar el inmueble, vio llegar a "La Pituca" por lo que se fue. "La Pituca" terminó alquilando la casa. "La Pituca" era Maritza Garrido Lecca y su acompañante en el auto era Walter Zenón Vargas, alias "El Zorro", responsable  del Comité Regional Centro de Sendero Luminoso. La policía sabía ahora dónde podría estar Abimael Guzmán, dando inicio a la Operación Victoria. 